# Fort Drum
Fort Drum o Fuerte Drum es una base militar del Ejército de los Estados Unidos y un lugar designado por el censo ubicado en el condado de Jefferson en el estado estadounidense de Nueva York. En el año 2000 tenía una población de 12 123 habitantes y una densidad poblacional de 185 personas por km².

## Geografía
Fort Drum se encuentra ubicado en las coordenadas 44°2′17″N 75°45′29″O / 44.03806, -75.75806.

## Demografía
Según la Oficina del Censo en 2000 los ingresos medios por hogar en la localidad eran de 31 699 dólares, y los ingresos medios por familia eran 31 202 dólares. Los hombres tenían unos ingresos medios de 19 779 dólares frente a 19 401 dólares para las mujeres. La renta per cápita para la localidad era de 13 395 dólares. Alrededor del 6.2% de la población estaban por debajo del umbral de pobreza.